# カホウカプ
カホウカプは、古代ハワイの貴族であり、ハワイ島のアリイ。彼は、ピリカアイエアの子孫としてピリ王朝の一族であり、ハワイ王国の最初の支配者であるカメハメハ1世の祖先だった。

## 伝記

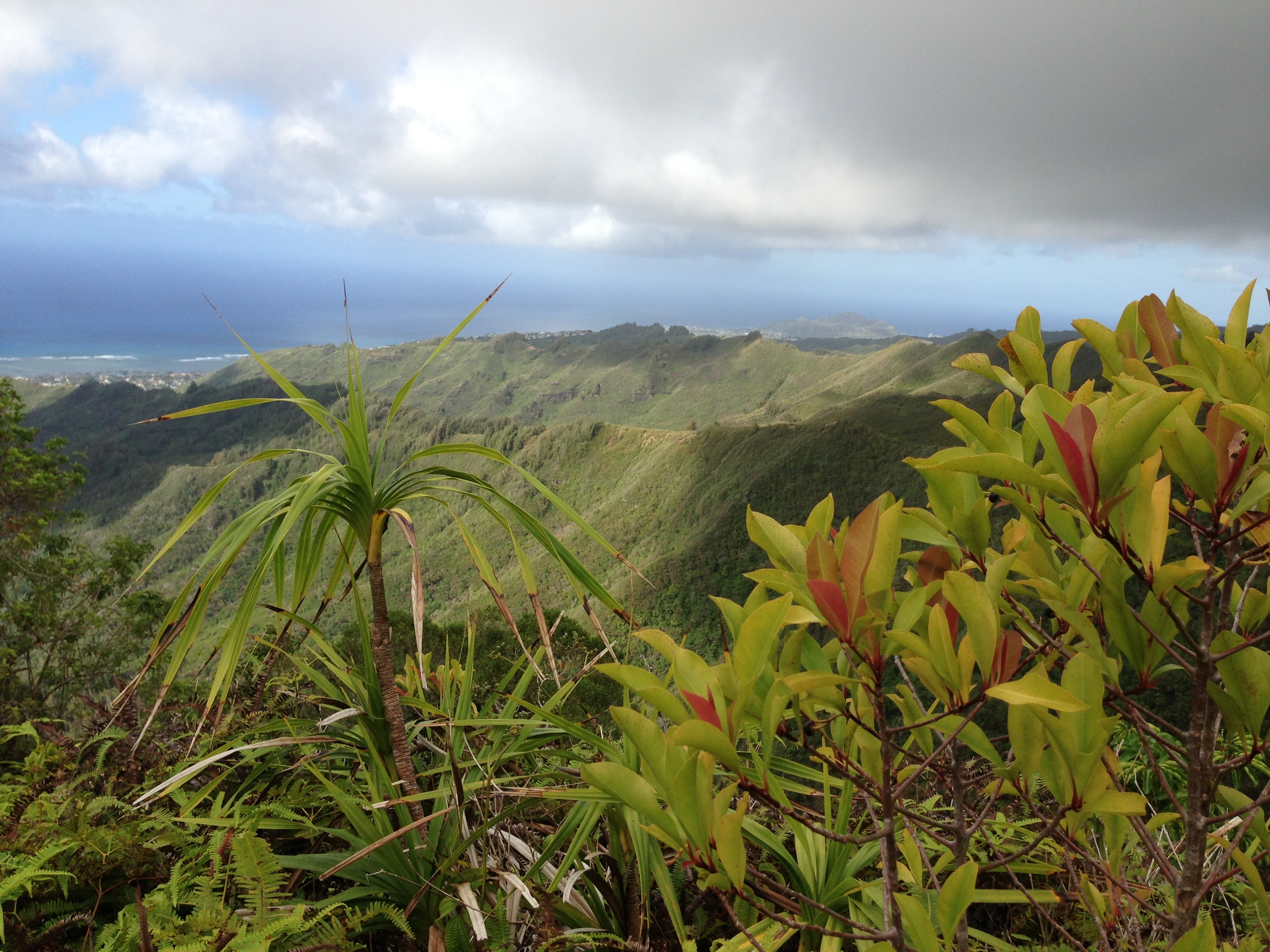
カホウカプはハワイのアリイ。

カホウカプは古代ハワイでクアイワの息子として生まれた。カムレイラニやエフの異母兄弟。両親は兄弟であったため、カホウカプは特別な人間と見なされていた。 古代のハワイでは、兄弟間の結婚は神聖だった。
カホウカプは父の死後、王位を引き継いで、1405年に死ぬまで支配し、息子カウホラヌイマフが跡を継いだ。

## 結婚
カホウカプは、2つの結婚が聖歌で言及されている。息子のマカラエの母親で同母姉妹のフクラニと結婚した。マカラエは最高位の貴族と見なされた。カホウカプはまた、ラアカプという女性と結婚した。息子はカウホラヌイマフ。
| 先代 クアイワ | アリイ ? - 1405年 | 次代 カウホラヌイマフ |